# Новокулюшево
Новокулю́шево (рос. Новокулюшево) — присілок в Якшур-Бодьїнському районі Удмуртії, Росія.
Населення — 3 особи (2010; 0 в 2002).